# لوروکس
لوروکس (به فرانسوی: Levroux) یک کمون در فرانسه است که در اندر واقع شده‌است. لوروکس ۷۲٫۰۴ کیلومتر مربع مساحت و ۲٬۹۹۷ نفر جمعیت دارد و ۱۴۱ متر بالاتر از سطح دریا واقع شده‌است.